# Nagycsány
Nagycsány község Baranya vármegyében, a Sellyei járásban.

## Fekvése
Az Ormánság középső részén fekszik, Siklóstól nyugatra, Sellyétől keletre, Vajszló nyugati szomszédjában.

### Megközelítése
Legfontosabb közúti megközelítési útvonala a Harkány-Sellye-Darány közt húzódó 5804-es út, ezen érhető el mindhárom említett település irányából. Pécsről Vajszlón át közelíthető meg a legegyszerűbben, az 5801-es, majd az 5804-es úton. Szentlőrinc városával az 5805-ös út köti össze.
A Szentlőrinc felé vezető utat 2012-ben felújították.

## Története
Nagycsány' (Csány) nevét 1244-ben említették először az oklevelek. 1257-ben Chan néven írták.
1244-ben Zadur fia Péter birtoka volt és ekkor Vajszló-val, majd 1257-ben a sámodi uradalommal volt határos.
1283-ban Péter fia Demeter Mirajt nevű birtokát eladta.
1300 körül fia Péter mester birtokát lerombolta.
Idevalónak mondták Pált, a margitszigeti apácák szederkényi tisztjét, aki 1322-ben Kéméndi Jakab fiaitól egy hordó bort és 2 lovat vitt el.
1335-ben papja 10 báni pápai tizedet fizetett.
A falu egy része megsemmisült egy tűzvész miatt a XVIII.-században.

## Közélete

### Polgármesterei
- 1990–1994: Hegyi László Béla (SZDSZ)[4]
- 1994–1998: Hegyi László (független)[5]
- 1998–2002: Ifj. Dávid János (független)[6]
- 2002–2006: Dávid János (független)[7]
- 2006–2010: Dávid János (független)[8]
- 2010–2014: Szigeti Tamás (független)[9]
- 2014–2019: Szigeti Tamás (független)[10]
- 2019–2024: Szigeti Tamás (független)[11]
- 2024– : Szigeti Tamás (független)[1]

## Népesség
A település népességének változása:
| Lakosok száma | 152  | 157  | 151  | 127  | 123  | 120  | 130  | 130  |
|               | 2013 | 2014 | 2015 | 2019 | 2021 | 2022 | 2023 | 2024 |

A 2011-es népszámlálás során a lakosok 98,6%-a magyarnak, 0,7% cigánynak mondta magát (1,4% nem nyilatkozott; a kettős identitások miatt a végösszeg nagyobb lehet 100%-nál). A vallási megoszlás a következő volt: római katolikus 52,4%, református 19,7%, felekezeten kívüli 21,1% (6,8% nem nyilatkozott).
2022-ben a lakosság 73,3%-a vallotta magát magyarnak, 7,5% cigánynak, 0,8% németnek, 1,7% egyéb, nem hazai nemzetiségűnek (26,7% nem nyilatkozott; a kettős identitások miatt a végösszeg nagyobb lehet 100%-nál). Vallásuk szerint 31,7% volt római katolikus, 9,2% református, 1,7% egyéb keresztény, 14,2% felekezeten kívüli (43,3% nem válaszolt).

## Nevezetességei
- Török kori temető, mely egy távolból is látható dombon helyezkedik el. Török kori alagút a falu alatt.
- Nagycsány belterületének egy részét műkincs lelőhelynek nyilvánították. A községből többen is találtak előző évszázadokban készült fizetőeszközöket (török kor, monarchia).